# Ministerio de Navegación
El Ministerio de Navegación fue un departamento del gobierno británico creado en la Primera Guerra Mundial, y nuevamente en la Segunda Guerra Mundial. En 1941 se fusionó con el cargo de Ministerio de Transporte, que luego pasó a llamarse Ministerio de Transporte de Guerra.

## Ministro de Navegación (1916-21)
- Sir Joseph Maclay del 16 de diciembre de 1916 al 31 de marzo de 1921, en el cargo de contralor de navegación.

## Secretario parlamentario del Ministro de Navegación (1916 - 1921)
Como sir Joseph Maclay no era miembro del parlamento británico, fue necesario nombrar a un secretario parlamentario para que lo representara en la Cámara de los Comunes. Fue nombrado barón de Maclay después de dejar el cargo.
- Sir Leo Chiozza Money del 22 de diciembre de 1916 al 10 de enero de 1919.)
- Leslie Orme Wilson del 10 de enero de 1919 al 31 de marzo de 1921.

## Ministros de Navegación (1939 - 1941)
- Sir John Gilmour del 13 de octubre de 1939 al 30 de marzo de 1940 (fallecido en el cargo).
- Robert Hudson del 3 de abril de 1940 al 14 de mayo de 1940.
- Ronald Cross del 14 de mayo de 1940 al 1 de mayo de 1941.

## Historia

### Marina Real británica
Las responsabilidades supervisadas por el ministro incluían lo que había sido la Junta de Transporte, la cual formó parte de la Junta de la Marina hasta 1832. En tanto la supervisión de la provisión de transporte naval pasó luego al Departamento de contraloría de servicios de transporte y avituallamiento hasta 1862, cuando se transfirió a la Junta del Almirantazgo, que estableció un Departamento de Transporte. En 1890 pasó a llamarse Departamento del Director de Transportes. En 1917, una vez más como el Departamento de Transporte, fue absorbido temporalmente por el Ministerio de Navegación, y el Almirantazgo adscribió a un oficial al ministerio, con el título de Director de Transportes y Navegación.
En 1916 se nombró un contralor de navíos, a fin de regular el transporte marítimo mercante con fines gubernamentales, y coordinar los requerimientos de buques en tiempo de guerra. Se estableció un Ministerio de Navegación siguiendo las Regulaciones de Defensa de junio de 1917. El Ministerio de Navegación tenía la responsabilidad del «transporte marítimo de fuerzas y suministros militares, alimentos y materias primas para la industria, en el Atlántico, Gibraltar y Rusia, convoyes, pérdidas de transporte y requisitos de tonelaje, construcción naval y otros asuntos relacionados con el control británico y aliado en tiempo de guerra buques mercantes».
En 1917, el ministerio se embarcó en un plan a gran escala de requisado de barcos británicos, y se hizo responsable del mantenimiento y funcionamiento de una vasta flota mercante. Tras el final de la Primera Guerra Mundial, en noviembre de 1918, las principales funciones del ministerio se enfocaron en el transporte de tropas, de prisioneros de guerra y de material de guerra de regreso al Reino Unido, la destrucción o la liberación de los buques requisados, y el reacondicionamiento de los buques para su devolución a sus propietarios en su país de origen. El ministerio se disolvió el 31 de marzo de 1921.
El Ministerio de Navegación fue restablecido con el estallido de la Segunda Guerra Mundial, en septiembre de 1939, y asumió la responsabilidad específica del Departamento de Transporte Marítimo bajo el auspicio del Almirantazgo hasta 1941, cuando se fusionó con el Ministerio de Transporte para formar el Ministerio de Transporte de Guerra. En 1946 se restauró el Ministerio de Transporte, el cual pasó a ser responsable del transporte naval hasta 1970, cuando esa responsabilidad fue asumida una vez más por la Junta de Comercio.